# Spółgłoska zwarta nagłośniowa
Spółgłoska zwarta nagłośniowa – rodzaj dźwięku spółgłoskowego występujący w językach naturalnych. W międzynarodowej transkrypcji fonetycznej IPA oznaczana jest symbolem: [ʡ]

## Artykulacja
W czasie artykulacji podstawowego wariantu [ʡ]:
- modulowany jest prąd powietrza wydychanego z płuc, czyli jest to spółgłoska płucna egresywna
- tylna część podniebienia miękkiego zamyka dostęp do jamy nosowej, powietrze uchodzi przez jamę ustną (spółgłoska ustna)
- prąd powietrza w jamie ustnej przepływa ponad całym językiem lub przynajmniej uchodzi wzdłuż środkowej linii języka (spółgłoska środkowa)
- jest to spółgłoska nagłośniowa – fałdy nalewkowo-nagłośniowe zbliżają się do nagłośni.
- dochodzi do całkowitego zablokowania przepływu powietrza przez jamę ustną i nosową, a następnie do przerwania utworzonej blokady i wybuchu (plozji) – jest to spółgłoska zwarta.
- dźwięczność nie jest określona, ale zwykle wiązadła głosowe nie drgają, czyli spółgłoska ta jest bezdźwięczna. Wariant dźwięczny może stać się spółgłoską uderzeniową nagłośniową.

## Przykłady
Głoska ta jest obca językom indoeuropejskim. Występuje w:
- języku agulskim [jaʡ] "środek"
- języku dahalo: [ndoːʡo] "podłoga"